# Vicente Leñero Otero
Vicente Leñero Otero (Guadalajara, 9 de juny de 1933 - Ciutat de Mèxic, 3 de desembre de 2014) fou un novel·lista, guionista, periodista i dramaturg mexicà. Va escriure un gran nombre de llibres, històries i obres de teatre.

## Obra
Es graduà a la Universitat Nacional Autònoma de Mèxic el 1959 amb el títol d'enginyer civil, però aviat es refugià en l'escriptura per a guanyar-se la vida. Publicà la seva primera novel·la La polvareda amb l'Editorial Jus. La voz adolorida (1961), mostra el realisme psicològic dels seus primers escrits. Es tracta del monòleg d'un malalt mental que parla sobre la seva vida, poc abans d'ingressar al manicomi. Continuà amb Los albañiles el 1963, que li valgué el Premi Biblioteca Breu, un reconeixement literari important. Cèlebre por la seva estructura complexa i el seu simbolisme, el treball narra la història d'un vetllador en una construcció. El 1967 obtingué la beca Guggenheim.
Poc després, començà a escriure guions teatrals, adaptant Los albañiles, el 1970; La carpa, el 1971, i Los hijos de Sánchez, d'Oscar Lewis, el 1972. Influí en l'inici del gènere documental del teatre a Mèxic, i dos dels seus treballs notables són Pueblo rechazado i El juicio. En els anys 80, publicà amb èxit diversos llibres documentals, com La gota de agua i Asesinato: el doble crimen de los Flores Muñoz.
També va entrar en altres gèneres. Fou guionista de la pel·lícula El crimen del padre Amaro (2002), una de les pel·lícules mexicanes més exitoses. Participà en el guió de la pel·lícula El garabato (2008), basada en una obra seva de nom homònim. També ha publicat notes periodístiques en el diari Excélsior i en les revistes Claudia i Proceso.
Morí el 3 de desembre de 2014 a Ciutat de Mèxic, amb 81 anys, després de patir un càncer de pulmó.

## Premis i reconeixements
- Premi Xavier Villaurrutia de 2001.
- Premi Nacional de Lingüística i Literatura del govern federal de Mèxic el 2001.
- Mayahuel de Plata en el Festival Internacional de Cine de Guadalajara per les seves aportacions al cine mexicà el 2007.
- Premi de Lletres de Sinaloa en el 2009, per l'Institut Sinaloense de Cultura.